# Chartergellus atectus
Chartergellus atectus är en getingart som beskrevs av Richards 1978. Chartergellus atectus ingår i släktet Chartergellus och familjen getingar. Inga underarter finns listade i Catalogue of Life.